# Nekrolog 1808
Nekrolog
◄◄
| ◄
| 1804
| 1805
| 1806
| 1807
| 1808 | 1809 | 1810 | 1811 | 1812 | ► | ►►
Weitere Ereignisse | Allgemeiner Nekrolog 1808
Die Beschreibung der verstorbenen Person sollte so kurz wie möglich gehalten sein und nur deren signifikante Tätigkeit(en) enthalten.
Neue Namen ggf. auch unter dem Geburts- und Sterbedatum, also etwa unter 1. Januar und im Geburts- und Sterbejahr (2024) eintragen (nur bei entsprechender großer Wichtigkeit). Für Beispiele siehe die schon vorhandenen Artikel.
Außerdem über die fünf zuletzt Verstorbenen, zu denen es einen ausreichend guten Artikel für eine Präsentation auf der Hauptseite gibt, nach der todesbedingten Überarbeitung der Artikel ggf. auch unter Wikipedia Diskussion:Hauptseite informieren und sie am besten auch in den anderen Wikipedia-Sprachversionen eintragen. Tipp: Regelmäßig bei news.google.de nach „ist tot“, „gestorben“ oder „verstorben“ suchen.
Wenn eine Person gestorben ist, gibt es viele Seiten zu dieser Person in der Wikipedia, die davon auch betroffen sind und entsprechend aktualisiert werden müssen. Beispiele: Namenübersichtsseite, Geburtsjahr, Geburtsort-Seiten und viele mehr.
Wie finde ich die betroffenen Seiten?
Im Suchfeld auf der linken Seite gibt man den Suchbegriff so ein: „Vorname Nachname“. Dann klickt man auf Volltext und alle Seiten mit entsprechendem Suchtext werden aufgerufen. Hier sieht man dann schnell, wo auch das Todesjahr Sinn macht oder sogar ein Teil des Artikels angepasst werden muss. Auch hilft das „Werkzeug“ auf der linken Seite sehr gut, um solche Seiten aufzufinden: „Links auf diese Seite“. Somit ist die Wikipedia wieder aktuell in allen Bereichen! Hinweis: bei Eintragung der Kategorie „Gestorben JAHR“ wird der Missbrauchsfilter 49 ausgelöst, was jedoch nicht schlimm ist. Siehe: Spezial:Missbrauchsfilter/49
Dies ist eine Liste von im Jahr 1808 verstorbenen bekannten Persönlichkeiten. Die Einträge erfolgen innerhalb der einzelnen Daten alphabetisch sortiert. Tiere sind im Nekrolog für Tiere zu finden.

## Januar
| Tag        | Name                                         | Beruf, bekannt als | Alter | Beleg |
| ---------- | -------------------------------------------- | --- | ----- | ----- |
| 1. Januar  | Luise von Sachsen-Gotha-Altenburg            | Prinzessin von Sachsen-Gotha-Altenburg, durch Heirat Herzogin zu Mecklenburg in Mecklenburg-Schwerin                                                                                            | 51    |       |
| 1. Januar  | Johann Christian Neuber                      | deutscher Steinschneider und Hofjuwelier in Dresden | 71    |       |
| 3. Januar  | Johann August Reichardt                      | deutscher Rechtswissenschaftler | 66    |       |
| 4. Januar  | Karl Sigismund Kramer                        | deutscher Arzt, Schriftsteller und Übersetzer | 48    |       |
| 5. Januar  | Alexei Grigorjewitsch Orlow                  | russischer Admiral | 70    |       |
| 5. Januar  | Christian Gottlieb Seydlitz                  | deutscher Physiker und Logiker | 77    |       |
| 15. Januar | Johan Rudolph Deiman                         | deutsch-niederländischer Mediziner und Chemiker | 64    |       |
| 15. Januar | Johannes Leonhardi                           | Schweizer reformierter Pfarrer |       |       |
| 22. Januar | Johann Jakob Bethmann-Hollweg                | deutscher Bankier und Geschäftsmann | 60    |       |
| 23. Januar | Friederike Charlotte von Brandenburg-Schwedt | Fürstäbtissin des Stifts Herford | 62    |       |
| 23. Januar | Anton Sztáray von Nagy-Mihaly                | österreichischer Offizier |       |       |
| 26. Januar | Joseph Friedrich Enderlin                    | deutscher Forstbeamter und Kameral- bzw. Forstwissenschaftler | 76    |       |
| 27. Januar | Ezra Darby                                   | US-amerikanischer Politiker | 39    |       |
| 29. Januar | Moritz Gerhard Thilenius                     | deutscher Arzt und Balneologe | 62    |       |
| 31. Januar | Franz Wilhelm von Pfuel                      | preußischer Generalmajor und Kommandant von Danzig | 74    |       |
| Januar     | Caroline Heigelin                            | spätere Ehefrau des Bildhauers Scheffauer, Patientin von Eberhard Gmelin, erster medizinisch beschriebener Fall einer doppelten Persönlichkeit und mögliches Urbild des Käthchens von Heilbronn |       |       |

## Februar
| Tag          | Name                                 | Beruf, bekannt als                                                                         | Alter  | Beleg |
| ------------ | ------------------------------------ | ------------------------------------------------------------------------------------------ | ------ | ----- |
| 1. Februar   | Rudolf Ernst von Bila                | preußischer Generalmajor                                                                   | 64     |       |
| 1. Februar   | Adam Samuel Thebesius                | deutscher Arzt und Publizist                                                               | 69     |       |
| 3. Februar   | Christian Traugott Bucher            | sächsischer Botaniker                                                                      | 43     |       |
| 7. Februar   | Jan van Os                           | niederländischer Blumenmaler                                                               | 63     |       |
| 8. Februar   | Ove Høegh-Guldberg                   | dänischer Staatsmann                                                                       | 76     |       |
| 11. Februar  | Johann Josef Mildner                 | Glasbläser, Glaskünstler                                                                   | 42     |       |
| 11. Februar  | Paul von Stetten                     | letzter Stadtpfleger der Stadt Augsburg (1792–1806)                                        | 76     |       |
| 13. Februar  | William Fullarton                    | britischer Militär, Politiker, Schriftsteller und Hochkommissar von Trinidad               | ca. 54 |       |
| 14. Februar  | John Dickinson                       | US-amerikanischer Politiker                                                                | 75     |       |
| 16. November | Nikolaus Heinrich von Pirch          | preußischer Generalmajor, Flügeladjutant Friedrichs des Großen und Kommandant von Graudenz | 72     |       |
| 17. Februar  | Jan Elias Huydecoper van Maarsseveen | Bürgermeister von Amsterdam                                                                | 73     |       |
| 18. Februar  | Giuseppe Piermarini                  | italienischer Architekt                                                                    | 73     |       |
| 19. Februar  | David Emanuel                        | US-amerikanischer Politiker                                                                |        |       |
| 20. Februar  | Gerard Lake, 1. Viscount Lake        | britischer General, Beamter und Politiker                                                  | 63     |       |
| 24. Februar  | Christoph Euler                      | preußischer und russischer Offizier                                                        | 64     |       |
| 26. Februar  | Domenico Maria Salle                 | deutscher Hofbaumeister                                                                    | 80     |       |
| 27. Februar  | Namiki Gohei I.                      | japanischer Kabukischauspieler und -autor                                                  |        |       |
| 28. Februar  | Heinrich Einhof                      | deutscher Agrikulturchemiker                                                               | 30     |       |
| 28. Februar  | Samuel Kirkland                      | presbyterianischer Missionar                                                               | 66     |       |
| 29. Februar  | Carles Baguer i Mariner              | katalanischer Organist, Kapellmeister und Komponist                                        | 39     |       |
| Februar      | Luis Muñoz de Guzmán                 | Gouverneur von Chile                                                                       |        |       |

## März
| Tag      | Name                             | Beruf, bekannt als                                              | Alter | Beleg |
| -------- | -------------------------------- | --------------------------------------------------------------- | ----- | ----- |
| 1. März  | Wenzel Hocke                     | katholischer Priester                                           | 76    |       |
| 3. März  | Johann Christian Fabricius       | Zoologe und Wirtschaftswissenschaftler                          | 63    |       |
| 3. März  | Anton von Maron                  | österreichischer Porträtmaler                                   | 77    |       |
| 5. März  | Johann Michael Tzschoppe         | deutscher Hauslehrer, Subrektor, Übersetzer und Autor           | 49    |       |
| 7. März  | Paul Amsinck                     | Hamburger Kaufmann                                              | 49    |       |
| 7. März  | Benjamin Rumsey                  | US-amerikanischer Jurist und Politiker                          | 73    |       |
| 8. März  | Nathaniel Alexander              | US-amerikanischer Politiker                                     | 52    |       |
| 8. März  | Jacob Ludwig Schellenberg        | deutscher evangelischer Geistlicher und Pädagoge                | 79    |       |
| 9. März  | Joseph Bonomi der Ältere         | britischer Architekt italienischer Herkunft                     | 69    |       |
| 13. März | Christian VII.                   | König von Dänemark und Norwegen                                 | 59    |       |
| 14. März | Jacob Wilhelm Mechau             | deutscher Maler, Zeichner und Radierer                          | 63    |       |
| 17. März | Anna Heinel                      | deutsche Tänzerin                                               | 54    |       |
| 17. März | Carl Friedrich Hindenburg        | deutscher Mathematiker, Professor der Philosophie und Physik    | 66    |       |
| 18. März | Joseph Rothe                     | österreichischer Sänger und Schauspieler                        |       |       |
| 18. März | Anna Richardina Croonenberg      | niederländische Dichterin                                       |       |       |
| 21. März | Johann Michael Afsprung          | französischer Revolutionär, Lehrer und Publizist und Helvetiker | 59    |       |
| 22. März | Václav Matěj Kramérius           | tschechischer Schriftsteller und Verleger                       | 49    |       |
| 24. März | Otto Ulrich von Dewitz           | deutscher Jurist und Politiker                                  | 60    |       |
| 24. März | Johann Samuel Schröter           | deutscher Theologe und Naturforscher                            | 73    |       |
| 29. März | Friederike Riedesel zu Eisenbach | Ehefrau des Generals Friedrich Adolf Riedesel                   | 61    |       |
| 29. März | Heinrich August Wrisberg         | deutscher Gynäkologe                                            | 68    |       |
| 30. März | Franz Kasimir von Kleist         | preußischer General                                             | 72    |       |
| 30. März | Carl von Praun                   | deutscher Jurist, Berghauptmann und Kammerpräsident             | 75    |       |
| 30. März | Wilhelm Diprand von Richthofen   | preußischer Landrat                                             | 75    |       |

## April
| Tag       | Name                            | Beruf, bekannt als                                              | Alter | Beleg |
| --------- | ------------------------------- | --------------------------------------------------------------- | ----- | ----- |
| 1. April  | Gabriel Christie                | US-amerikanischer Politiker                                     | 51    |       |
| 5. April  | Johann Georg Wille              | deutscher Kupferstecher                                         | 92    |       |
| 6. April  | Kiuchi Sekitei                  | japanischer Mineraloge und Botaniker                            | 83    |       |
| 9. April  | Georg Karl von Fechenbach       | Fürstbischof von Würzburg                                       | 59    |       |
| 10. April | Jean-Laurent Mosnier            | französischer Maler, Hofmaler                                   |       |       |
| 10. April | Friedrich Christoph Müller      | deutscher Theologe und Kartograph                               | 56    |       |
| 10. April | Karl Heinrich von Nassau-Siegen | deutsch-französischer Abenteurer und Seesoldat                  | 65    |       |
| 11. April | Peter Meyn                      | dänischer Hofbaumeister und Stadtbaumeister von Kopenhagen      | 59    |       |
| 12. April | Johann Samuel Petri             | deutscher Komponist, Pädagoge, Kantor und Autor                 | 69    |       |
| 12. April | Simon Hermann Post              | deutscher Jurist, Bremer Syndicus und Archivar                  | 83    |       |
| 13. April | Georg Adam Eger                 | deutscher Maler                                                 | 81    |       |
| 13. April | Joseph Maria Schneidt           | deutscher Jurist, Hochschullehrer und Historiker                | 80    |       |
| 15. April | Jacob Crowninshield             | US-amerikanischer Politiker                                     | 38    |       |
| 15. April | Hubert Robert                   | französischer Maler                                             | 74    |       |
| 16. April | Christian Gottlieb Perschke     | deutscher evangelischer Theologe und Pädagoge                   |       |       |
| 18. April | Carter Bassett Harrison         | US-amerikanischer Politiker                                     |       |       |
| 19. April | Jean-Baptiste Gardeil           | französischer Arzt und Enzyklopädist                            |       |       |
| 20. April | Marie von Baden                 | Prinzessin von Baden und durch Heirat Herzogin von Braunschweig | 25    |       |
| 24. April | Peter Lucas Colsman             | deutscher Seidenfabrikant                                       | 74    |       |
| 25. April | Luigi Tomasini                  | Violinist und Komponist der Klassik                             | 66    |       |
| 26. April | Jean-Baptiste Pillement         | französischer Maler und Graphiker                               | 79    |       |
| 28. April | Franz Peter von Cornerut        | königlich preußischer Generalmajor                              |       |       |
| 29. April | Peter Saluz                     | Schweizer reformierter Geistlicher und Pädagoge                 | 49    |       |
| April     | Friedrich Ernst Vorberg         | deutscher evangelischer Theologe, Pädagoge und Schriftsteller   |       |       |

## Mai
| Tag     | Name                                         | Beruf, bekannt als                                                             | Alter | Beleg |
| ------- | -------------------------------------------- | ------------------------------------------------------------------------------ | ----- | ----- |
| 1. Mai  | Heinrich Otto von Scheel                     | königlich preußischer Generalmajor                                             | 62    |       |
| 2. Mai  | Johann Ludwig Knoch                          | deutscher Bibliothekar und Archivar                                            | 95    |       |
| 4. Mai  | Ernst Philipp von Gettkandt                  | königlich preußischer Generalmajor und Chef des Husaren-Regiments Nr. 1        | 72    |       |
| 5. Mai  | Pierre-Jean-Georges Cabanis                  | französischer Mediziner, Physiologe und Philosoph                              | 50    |       |
| 5. Mai  | David Gilly                                  | deutscher Architekt und Baumeister in Preußen                                  | 60    |       |
| 8. Mai  | Christian Alexander von Hagken               | preußischer Generalmajor und Chef des Infanterieregiments Nr. 44               | 63    |       |
| 8. Mai  | Kurt August von der Marwitz                  | königlich preußischer Generalmajor, Kommandeur des Kürassier-Regiment Nr. 2    | 71    |       |
| 16. Mai | Philipp Karl von Hoheneck                    | deutscher Freiherr, Domkantor in Mainz, Geheimrat                              | 72    |       |
| 17. Mai | Jakob Albrecht                               | deutsch-US-amerikanischer Gründer der Evangelischen Gemeinschaft (Methodismus) | 49    |       |
| 19. Mai | Christiane Louise von Rochow                 | preußische Gutsbesitzerin und Sozialreformerin                                 | 74    |       |
| 22. Mai | Johann Heinrich Bergfeld                     | Elberfelder Kaufmann und Bürgermeister                                         | 43    |       |
| 26. Mai | Christian Friedrich Baz                      | deutscher Jurist und Politiker                                                 | 45    |       |
| 26. Mai | Karl Friedrich von Elsner                    | preußischer Generalleutnant                                                    | 68    |       |
| 27. Mai | Gustav von Klinkowström                      | schwedisch-pommerscher Jurist                                                  | 68    |       |
| 30. Mai | Louis Charles d’Orléans, comte de Beaujolais | jüngerer Bruder des letzten französischen König Louis-Philippe                 | 28    |       |

## Juni
| Tag      | Name                              | Beruf, bekannt als                                                                        | Alter | Beleg |
| -------- | --------------------------------- | ----------------------------------------------------------------------------------------- | ----- | ----- |
| 5. Juni  | Christoph Gottfried Bardili       | Philosoph und Hochschullehrer                                                             | 47    |       |
| 7. Juni  | Johann Jakob Hartenkeil           | deutscher Arzt in Salzburg                                                                | 47    |       |
| 7. Juni  | Johann Jacob Schramm              | deutscher Orgelbauer                                                                      | 84    |       |
| 8. Juni  | Adam Friedrich von Kalckstein     | königlich preußischer Generalmajor und zuletzt Kommandeur des Infanterie-Regiments Nr. 33 | 66    |       |
| 10. Juni | Jean-Baptiste de Belloy           | französischer Bischof, Kardinal                                                           | 98    |       |
| 11. Juni | Giovanni Battista Cirri           | italienischer Cellist, Kapellmeister und Komponist                                        | 83    |       |
| 13. Juni | Rudolf Ludwig von Erlach          | Schweizer, Offizier, Politiker und Schriftsteller.                                        | 58    |       |
| 13. Juni | Paul Hupfauer                     | letzter Propst des Klosters Beuerberg; Universitätsbibliothekar in Landshut               | 61    |       |
| 13. Juni | Nehemiah Knight                   | US-amerikanischer Politiker                                                               | 62    |       |
| 15. Juni | Samuel Gottfried Geyser           | deutscher Pädagoge und evangelischer Theologe                                             | 68    |       |
| 16. Juni | Georg Wenzel Ritter               | deutscher Fagottist und Komponist                                                         | 60    |       |
| 17. Juni | Franz Ludwig Güssefeld            | preußischer Kartograph                                                                    | 63    |       |
| 17. Juni | Louis-Joseph de Montmorency-Laval | Kardinal, Bischof von Metz                                                                | 83    |       |
| 18. Juni | Filippo Maria Gherardeschi        | italienischer Komponist und Organist                                                      | 69    |       |
| 18. Juni | Dorothea Wehrs                    | deutsche Dichterin und Sachbuchautorin                                                    | 53    |       |
| 19. Juni | Alexander Dalrymple               | schottischer Geograph                                                                     | 70    |       |
| 20. Juni | Franciszek Ksawery Dmochowski     | polnischer Schriftsteller und Übersetzer                                                  | 45    |       |
| 21. Juni | Verena Müller                     | Schweizer Äbtissin                                                                        | 79    |       |
| 22. Juni | Alexander Andreas Joseph von Nagy | königlich preußischer Generalleutnant und zuletzt Kommandeur des Husaren-Regiments Nr. 1. | 90    |       |
| 24. Juni | Franz Ludwig von Neugebauer       | kaiserlicher Feldmarschall-Lieutenant                                                     | 76    |       |
| 24. Juni | Johannes Jacobus van Rhijn        | alt-katholischer Erzbischof von Utrecht                                                   | 66    |       |
| 26. Juni | Christoph Dionysius von Seeger    | Organisator der Hohen Karlsschule                                                         | 67    |       |
| 28. Juni | Johann Festenberg von Hassenwein  | kaiserlicher Feldmarschall-Lieutenant                                                     |       |       |
| 28. Juni | Edmund von Harold                 | irisch-deutscher Schriftsteller                                                           |       |       |
| 30. Juni | Johann Rüttger Siebel             | Bürgermeister von Elberfeld                                                               | 71    |       |

## Juli
| Tag      | Name                                    | Beruf, bekannt als                                                                                          | Alter | Beleg |
| -------- | --------------------------------------- | --- | ----- | ----- |
| 1. Juli  | Johann Michael Steiner                  | römisch-katholischer Geistlicher, Lehrer und Schulrat                                                       | 61    |       |
| 4. Juli  | Fisher Ames                             | US-amerikanischer Politiker                                                                                 | 50    |       |
| 5. Juli  | Anna Christina Ehrenfried von Balthasar | Baccalaurea der Künste und der Philosophie                                                                  | 71    |       |
| 6. Juli  | William Bradford                        | US-amerikanischer Politiker                                                                                 | 78    |       |
| 6. Juli  | Viktor Friedrich Ludwig von Holleben    | königlich preußischer Generalmajor, zuletzt Kommandeur des Infanterie-Regiments Nr. 11                      | 71    |       |
| 8. Juli  | Karl von Wolzogen                       | deutscher Militär und Kolonialbeamter                                                                       | 43    |       |
| 12. Juli | Karl Ludwig von Cocceji                 | preußischer Oberregierungspräsident in Glogau                                                               |       |       |
| 13. Juli | Andreas Dietrich von Schleinitz         | preußischer Generalmajor, Chef des Kürassierregiments Nr. 2                                                 | 70    |       |
| 14. Juli | Artem Wedel                             | ukrainischer Komponist                                                                                      |       |       |
| 15. Juli | Philipp Friedrich Lebrecht von Lattorff | preußischer Offizier, zuletzt Generalleutnant, Chef des Infanterie-Regiments Nr. 31, Gouverneur von Küstrin | 74    |       |
| 15. Juli | Friedrich Casimir Medicus               | deutscher Botaniker und Gartendirektor                                                                      | 72    |       |
| 19. Juli | John Paterson                           | US-amerikanischer Offizier, Jurist und Politiker                                                            |       |       |
| 23. Juli | Jacob Johann Sievers                    | russischer Staatsmann und Reformator                                                                        | 76    |       |
| 27. Juli | Friedrich Wilhelm von Hessenstein       | schwedischer Politiker und Militär, Generalgouverneur von Schwedisch-Pommern                                | 73    |       |
| 28. Juli | Selim III.                              | Sultan des Osmanischen Reiches                                                                              | 45    |       |
| 29. Juli | Franz Axter                             | deutscher Mediziner und Schriftsteller                                                                      | 36    |       |

## August
| Tag        | Name                              | Beruf, bekannt als                                                                      | Alter | Beleg |
| ---------- | --------------------------------- | --------------------------------------------------------------------------------------- | ----- | ----- |
| 1. August  | Diana Beauclerk                   | britische Malerin                                                                       | 74    |       |
| 1. August  | Johann Matthias Schröckh          | deutscher Historiker und Literaturwissenschaftler                                       | 75    |       |
| 8. August  | Wilhelm Leopold von Froreich      | königlich preußischer Generalmajor und zuletzt Kommandeur des Husaren-Regiments Nr. 6   | 60    |       |
| 9. August  | Carlo Antonio Giuseppe Bellisomi  | italienischer Geistlicher, Nuntius in Deutschland und Kardinal                          | 72    |       |
| 9. August  | Peter Philipp Wolf                | deutscher Historiker, Journalist, Verleger und Aufklärer                                | 47    |       |
| 13. August | Urban Tremel                      | österreichischer Zisterzienserabt                                                       | 65    |       |
| 13. August | Étienne Pierre Ventenat           | französischer Botaniker                                                                 | 51    |       |
| 16. August | Karl Friedrich Häberlin           | braunschweigischer Diplomat, Staatsrechtler und Historiker                              | 52    |       |
| 19. August | Fredrik Henrik af Chapman         | schwedischer Schiffbaumeister                                                           | 86    |       |
| 20. August | Jonathan Freeman                  | US-amerikanischer Politiker                                                             | 63    |       |
| 20. August | Philipp Anton Hedderich           | Kanoniker und Jurist sowie Gelehrter an der Düsseldorfer Rechtsakademie                 | 64    |       |
| 21. August | Johann Wilhelm Grüneberg          | deutscher Orgelbauer                                                                    |       |       |
| 22. August | Johann Nicolaus Niclas            | deutscher Philologe und Büchersammler                                                   | 75    |       |
| 23. August | Johann Heinrich Haeberlin         | deutscher Hofrat und Museumsdirektor                                                    | 70    |       |
| 25. August | Hermann Johann Ernst von Manstein | preußischer Generalleutnant, Chef des Infanterieregiments Nr. 55, Gouverneur von Danzig | 65    |       |
| 26. August | Daniel Matthias Heinrich Mohr     | deutscher Botaniker und Zoologe                                                         | 28    |       |
| 29. August | Edmond Paul de Barth              | französische Zisterzienserin, Trappistin und Oberin von Kloster Darfeld-Rosenthal       | 54    |       |
| 30. August | Joseph Anton Bauer                | deutscher Musiker und Komponist                                                         | 83    |       |

## September
| Tag                            | Name                                 | Beruf, bekannt als                                                                                           | Alter | Beleg |
| ------------------------------ | ------------------------------------ | --- | ----- | ----- |
| 2. September                   | Richard Lubbock                      | englischer Chemiker und Arzt                                                                                 |       |       |
| 3. September                   | Philip Gidley King                   | Kapitän der Royal Navy und Kolonialverwalter in Australien                                                   | 50    |       |
| 3. September                   | John Montgomery                      | US-amerikanischer Politiker                                                                                  |       |       |
| 5. September                   | Johann Hinrich Schweffel II.         | deutscher Kaufmann                                                                                           | 57    |       |
| 6. September                   | Louis-Pierre Anquetil                | französischer Historiker                                                                                     | 85    |       |
| 7. September                   | Christian Friedrich von Jäger        | deutscher Mediziner                                                                                          | 68    |       |
| 7. September                   | Sigmund Gottlieb Studer              | Schweizer Jurist und Künstler                                                                                |       |       |
| 11. September                  | José Mutis                           | spanischer Botaniker und Mathematiker                                                                        | 76    |       |
| 11. September                  | Paul Heinrich Trummer                | deutscher Rechtsanwalt und Bürgermeister                                                                     |       |       |
| 12. September                  | August Heinrich Ferdinand Gutfeld    | deutscher Arzt, Stadtphysikus von Altona                                                                     | 30    |       |
| 12. September                  | Peter Olcott                         | US-amerikanischer Militär und Staatsmann                                                                     | 75    |       |
| 12. September                  | Engelbert Anton von Wrede            | Dompropst in Münster                                                                                         | 65    |       |
| 13. September                  | Catharina Elisabeth Goethe           | Mutter von Johann Wolfgang Goethe                                                                            | 77    |       |
| 13. September                  | Leopold von Heydebrand und der Lasa  | preußischer Offizier                                                                                         | 54    |       |
| 13. September                  | Friedrich Ludwig von Rochow          | deutscher Gutsbesitzer                                                                                       | 63    |       |
| 17. September                  | Benjamin Bourne                      | US-amerikanischer Jurist und Politiker                                                                       | 53    |       |
| 20. September                  | René Louis de Girardin               | französischer Marquis, Schöpfer des Parks von Ermenonville und Schriftsteller; Freund Jean-Jacques Rousseaus | 73    |       |
| 22. September                  | Maria Elisabeth von Österreich       | Äbtissin in Innsbruck                                                                                        | 65    |       |
| 22. September                  | Wilhelm von Walther und Cronegk      | preußischer Generalmajor                                                                                     | 68    |       |
| 25. September                  | Richard Porson                       | britischer Klassischer Philologe                                                                             | 48    |       |
| 26. September                  | Paul Wranitzky                       | österreichischer Komponist                                                                                   | 51    |       |
| 27. September                  | Conrad Geiger                        | deutscher Maler                                                                                              | 57    |       |
| 30. September                  | Johann Christian Wilhelm von Lentken | königlich preußischer Generalmajor und zuletzt Chef des 2. Artillerie-Regiments                              | 51    |       |
| zwischen 14. und 20. September | Friedrich Cordemann                  | deutscher Theaterschauspieler                                                                                |       |       |

## Oktober
| Tag         | Name                                 | Beruf, bekannt als                                                                    | Alter | Beleg |
| ----------- | ------------------------------------ | ------------------------------------------------------------------------------------- | ----- | ----- |
| 1. Oktober  | Bertrand Alibert                     | französischer Ingenieur                                                               | 32    |       |
| 1. Oktober  | Carl Gotthard Langhans               | preußischer Baumeister und Architekt                                                  | 75    |       |
| 1. Oktober  | Regina Mingotti                      | italienische Opernsängerin                                                            | 86    |       |
| 1. Oktober  | Thomas Thorild                       | schwedischer Dichter, Schriftsteller und Literaturkritiker                            | 49    |       |
| 4. Oktober  | Martín Sessé y Lacasta               | spanischer Botaniker                                                                  |       |       |
| 5. Oktober  | Johann Gottlieb Prestel              | deutscher Kupferstecher                                                               | 68    |       |
| 6. Oktober  | Johann Gottlieb Lessing              | deutscher Pädagoge                                                                    | 75    |       |
| 7. Oktober  | Gottfried Justus Frankenfeld         | deutscher lutherischer Pastor                                                         | 66    |       |
| 8. Oktober  | Wilhelmine von Hessen-Kassel         | hessische Prinzessin, Ehefrau des Prinzen Heinrich von Preußen                        | 82    |       |
| 8. Oktober  | Dionysius van de Wijnpersse          | holländischer Philosoph                                                               | 84    |       |
| 9. Oktober  | John Claiborne                       | US-amerikanischer Politiker                                                           |       |       |
| 11. Oktober | John Page                            | US-amerikanischer Politiker                                                           | 65    |       |
| 12. Oktober | Heinrich Leopold von Forcade         | preußischer Oberst                                                                    | 60    |       |
| 13. Oktober | François Cupis                       | französischer Cellist und Komponist der Klassik                                       | 75    |       |
| 14. Oktober | Friedrich Sigismund Waitz von Eschen | deutscher Diplomat und Minister                                                       | 63    |       |
| 14. Oktober | Ferdinand Joseph von Leber           | österreichischer Chirurg und Hochschullehrer                                          | 80    |       |
| 15. Oktober | James Anderson of Hermiston          | schottischer agrarökonomischer Schriftsteller                                         | 69    |       |
| 15. Oktober | Peter Silvester                      | US-amerikanischer Rechtsanwalt, Richter und Politiker                                 |       |       |
| 17. Oktober | Jean-Évangéliste Zaepffel            | französischer Geistlicher und Bischof von Lüttich                                     | 72    |       |
| 18. Oktober | John Gardner                         | US-amerikanischer Landwirt und Delegierter des Kontinentalkongresses für Rhode Island |       |       |
| 19. Oktober | Georg Boguslav von Koethen           | preußischer Generalmajor, Chef des Infanterieregiments Nr. 48                         | 86    |       |
| 20. Oktober | Dorothea Delph                       | „mütterliche Freundin“ Goethes                                                        |       |       |
| 21. Oktober | Katō Chikage                         | japanischer Dichter und Literaturwissenschaftler                                      | 73    |       |
| 22. Oktober | Herkulan Oberrauch                   | Südtiroler Franziskaner, Philosoph und katholischer Moraltheologe                     | 79    |       |
| 24. Oktober | Betty Roose                          | deutsche Schauspielerin                                                               | 30    |       |
| 28. Oktober | Josef Klemens Witwer                 | österreichischer Bildhauer                                                            | 47    |       |

## November
| Tag          | Name                               | Beruf, bekannt als                                                  | Alter | Beleg |
| ------------ | ---------------------------------- | ------------------------------------------------------------------- | ----- | ----- |
| 2. November  | Christian von Brömbsen             | Lübecker Bürgermeister                                              |       |       |
| 3. November  | Melchiorre Cesarotti               | italienischer Dichter, Übersetzer und Gelehrter                     | 78    |       |
| 3. November  | Theophilus Lindsey                 | englischer Theologe und Vertreter des frühen englischen Unitarismus | 85    |       |
| 4. November  | Theodor Joseph von Wrede zu Amecke | Domherr in verschiedenen Bistümern                                  | 72    |       |
| 10. November | Guy Carleton, 1. Baron Dorchester  | britischer General und Gouverneur der Provinz Québec                | 84    |       |
| 10. November | Julius Wilhelm Albrecht von Ostau  | preußischer Leutnant, Landrat und Landesdirektor                    | 70    |       |
| 12. November | Joseph Staader von Adelsheim       | österreichischer Offizier (Feldzeugmeister)                         |       |       |
| 13. November | Philipp Jakob Scheffauer           | deutscher Bildhauer                                                 | 52    |       |
| 14. November | Alemdar Mustafa Pascha             | türkischer Großwesir                                                |       |       |
| 16. November | Envold de Falsen                   | norwegischer Jurist und Autor                                       | 53    |       |
| 17. November | Mustafa IV.                        | Sultan des Osmanischen Reiches (1807–1808)                          | 29    |       |
| 17. November | David Zeisberger                   | Missionar, Geistlicher, Dolmetscher                                 | 87    |       |
| 20. November | Johann Georg Eck                   | deutscher Philologe                                                 | 63    |       |
| 20. November | Robert Honyman                     | schottischer Politiker, Mitglied des House of Commons und Offizier  |       |       |
| 23. November | Philipp Friedrich Weiß             | deutscher Rechtsgelehrter und Hochschulprofessor                    | 42    |       |
| 26. November | Bartholomäus Joseph Blasius Alfter | deutscher Historiker und katholischer Theologe                      |       |       |
| 26. November | Richard Potts                      | US-amerikanischer Jurist und Politiker                              | 55    |       |
| 27. November | Johann Friedrich Münch             | Schweizer Politiker                                                 | 79    |       |
| November     | John Ireland                       | britischer Schriftsteller, Uhrmacher, Biograph                      |       |       |

## Dezember
| Tag          | Name                                       | Beruf, bekannt als                                                                              | Alter | Beleg |
| ------------ | ------------------------------------------ | ----------------------------------------------------------------------------------------------- | ----- | ----- |
| 2. Dezember  | Friedrich August von Kauffberg             | preußischer Offizier, zuletzt Generalmajor und Chef des Infanterieregiments Nr. 51              | 62    |       |
| 3. Dezember  | Georg Christian Erhard Westphal            | deutscher evangelischer Theologe und Lehrer                                                     | 56    |       |
| 4. Dezember  | Carl Ludwig Fernow                         | deutscher Kunsttheoretiker und Bibliothekar                                                     | 45    |       |
| 5. Dezember  | Ludolph Friedrich von Laffert              | deutscher Verwaltungsjurist und Radierer-Dilettant                                              | 50    |       |
| 5. Dezember  | Joseph Rudolf Valentin Meyer               | Schweizer Ratsmitglied und Landvogt                                                             | 83    |       |
| 9. Dezember  | Marianne Kirchgeßner                       | deutsche Glasharmonikavirtuosin                                                                 | 39    |       |
| 9. Dezember  | Friedrich Wilhelm von Müffling             | preußischer Offizier, zuletzt Generalmajor                                                      | 66    |       |
| 10. Dezember | Thomas Sandford                            | US-amerikanischer Politiker                                                                     |       |       |
| 10. Dezember | James Sullivan                             | US-amerikanischer Politiker                                                                     | 64    |       |
| 10. Dezember | David Vogel                                | Schweizer Architekt, Architekturtheoretiker und Politiker                                       | 64    |       |
| 13. Dezember | Georg Rechberger (1758–1808)               | österreichischer Kirchenrechtler                                                                | 50    |       |
| 14. Dezember | Carl Ludwig Alexander von Zinnow           | preußischer Leutnant und Landrat                                                                | 34    |       |
| 17. Dezember | Christoph Sigismund Grüner                 | deutscher Schauspieler und Schriftsteller                                                       | 51    |       |
| 17. Dezember | Charles Jenkinson, 1. Earl of Liverpool    | britischer Staatsmann                                                                           | 81    |       |
| 18. Dezember | Wilhelm Albrecht Christian von Mahrenholtz | deutscher Politiker                                                                             | 56    |       |
| 21. Dezember | Wilhelm Gottlieb Rappold                   | deutscher Hochschullehrer, Bibliothekar und Autor                                               | 60    |       |
| 22. Dezember | Johann Heinrich Tischbein der Jüngere      | deutscher Maler und Kupferstecher                                                               | 66    |       |
| 24. Dezember | Thomas Beddoes                             | englischer Arzt und Autor                                                                       | 48    |       |
| 24. Dezember | Fjodor Stepanowitsch Rokotow               | russischer Porträtmaler des Rokoko                                                              |       |       |
| 27. Dezember | Levin von Geusau                           | preußischer Offizier, zuletzt Generalleutnant sowie Chef des Generalstabs der Preußischen Armee | 74    |       |
| 29. Dezember | Luigi Valenti Gonzaga                      | Kardinal                                                                                        | 83    |       |
| Dezember     | José Moñino y Redondo                      | spanischer Jurist, Staatsmann und Ministerpräsident                                             |       |       |

## Datum unbekannt
| Tag | Name                                     | Beruf, bekannt als                                              | Alter | Beleg |
| --- | ---------------------------------------- | --------------------------------------------------------------- | ----- | ----- |
|     | Giuseppe Amendola                        | italienischer Komponist und Musikpädagoge                       | ≈49   |       |
|     | Johann Adam Aulhorn                      | Schauspieler, Sänger und Tänzer am Hofe Sachsen-Weimar-Eisenach |       |       |
|     | Levy Barent Cohen                        | englischer Finanzier und jüdischer Kommunalarbeiter             |       |       |
|     | Elijah Craig                             | amerikanischer baptistischer Geistlicher                        |       |       |
|     | Giuseppe Crestadoro                      | italienischer Maler des Barock                                  |       |       |
|     | Hugh Douglas Hamilton                    | irischer Porträtmaler                                           |       |       |
|     | Franz Joseph Hartleben                   | deutscher Rechtswissenschaftler und Hochschullehrer             | ~68   |       |
|     | Hans Michael Hennenvogel                 | Stuckateur der Wessobrunner Schule                              |       |       |
|     | Paul Iorgovici                           | rumänischer Schriftsteller                                      |       |       |
|     | Andrew McCord                            | US-amerikanischer Politiker                                     |       |       |
|     | Friedrich Gustav von Stetten-Buchenbach  | Oberst und Kommandeur der badischen Leib-Grenadiergarde         |       |       |
|     | Joseph Pichler                           | Maler                                                           |       |       |
|     | Anne Couppier de Romans                  | Mätresse des französischen Königs Ludwig XV.                    |       |       |
|     | Johann Georg Rosenberg                   | deutscher Maler                                                 |       |       |
|     | Friedrich Josef Anton von Schreckenstein | deutscher Heimatforscher                                        |       |       |
|     | Franz Xaver de Schumacher im Himmelrich  | Schweizer Luftfahrtpionier und Staatsmann                       |       |       |
|     | Impératrice Sessi                        | italienische Opernsängerin (Sopran)                             |       |       |
|     | Gaetano Vestris                          | italienischer Tänzer und Choreograf                             |       |       |
|     | Therese Vestris                          | italienische Tänzerin                                           |       |       |
|     | John Wilkinson                           | britischer Erfinder                                             |       |       |